# 16683 Alepieri
16683 Alepieri (1994 JY) là một tiểu hành tinh vành đai chính được phát hiện ngày 3 tháng 5 năm 1994 bởi Luciano Tesi và Gabriele Cattani ở San Marcello Pistoiese.